# Vicente Aranda
Vicente Aranda Ezquerra (Barcelona, 9 de noviembre de 1926 - Madrid, 26 de mayo de 2015) fue un director de cine y guionista español.

## Carrera
Está ligado a la llamada Escuela de Barcelona, cuya refinada estética fue una novedad en el cine español. Fata Morgana (1965) es una de sus obras más representativas y encuadradas en esta corriente. 
Abordó después géneros más comerciales, de cine fantástico y cine erótico: Las crueles (1969), La novia ensangrentada (1972), Clara es el precio (1974). 
Después, con más rigor, trató la transexualidad en Cambio de sexo (1977) y llevó a la pantalla, con talento, La muchacha de las bragas de oro (1980), adaptación de la obra de Juan Marsé que trata sobre la incursión de un escritor franquista en su pasado. Ambos filmes contribuyeron al despegue profesional de Victoria Abril.
Luego Aranda dirigió Asesinato en el Comité Central (1982), basada en la novela de Manuel Vázquez Montalbán, película policíaca irónicamente teñida de política; y Fanny Pelopaja (1983), retrato sin concesiones de una joven de suburbio y de un policía corrompido. 
A finales de los años 1980 Aranda alcanzó sus mayores éxitos comerciales. En 1987-88 rodó dos filmes sobre el personaje de El Lute que lanzaron al estrellato a su protagonista Imanol Arias y alcanzaron buena acogida de crítica y público. Amantes (1991) fue tal vez el mayor triunfo de Aranda: causó sensación por su audaces escenas sexuales, ganó los dos principales premios Goya (mejor película y mejor director), así como el Oso de Plata a la mejor actriz en Berlín para Victoria Abril, y contribuyó a la consagración de unos jóvenes Maribel Verdú y Jorge Sanz.   
Nuevamente con uno de sus actores fetiche, Imanol Arias, a principios de la década de 1990 Aranda rodó El amante bilingüe (con Ornella Muti) e Intruso (con Ángel Valero y Victoria Abril). En 1994 le siguió La pasión turca, con Ana Belén y Georges Corraface. 
En 1996, Libertarias, sobre un grupo de mujeres anarquistas en plena revolución española, reúne uno de los mayores repartos del cine español: Ana Belén, Victoria Abril, Ariadna Gil, Loles León, Jorge Sanz, Pepe Sancho, Miguel Bosé... 
En 2001 llevó a la fama a la joven actriz Pilar López de Ayala en el papel principal de Juana La Loca (Premio Goya a la mejor interpretación femenina protagonista). En 2003 dirigió Carmen, película protagonizada por Paz Vega y basada en Carmen, la novela de Prosper Mérimée.
Insistiendo en el drama de raíz histórica, Aranda abordó posteriormente una adaptación de la narración medieval, Tirante el Blanco, con un reparto internacional y heterogéneo: desde Victoria Abril y Rafael Amargo hasta Giancarlo Giannini y Charlie Cox.

## Filmografía

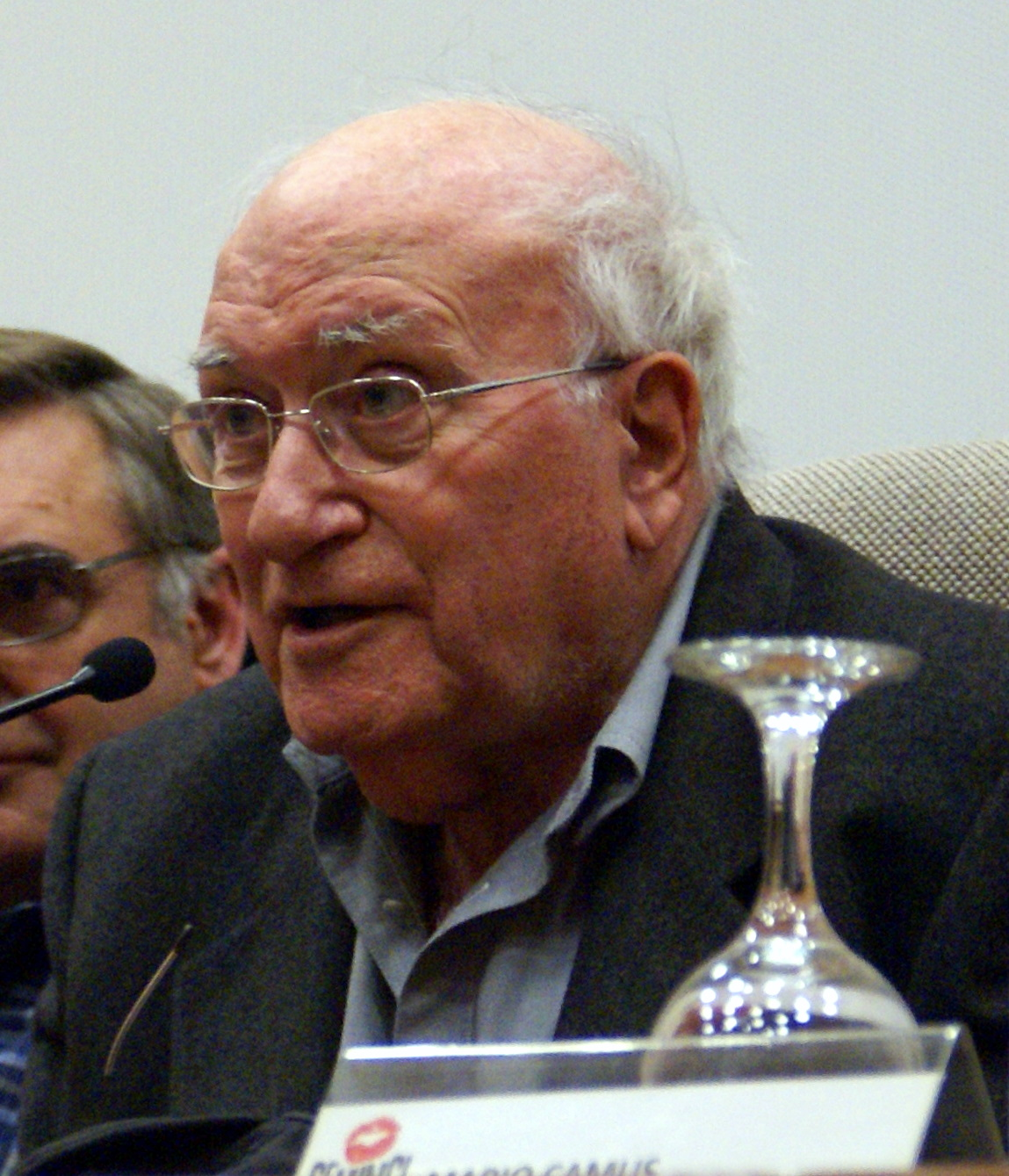
Vicente Aranda en 2011.

### Cine
- Brillante porvenir (1964) (codirigida con Román Gubern)
- Fata Morgana (1965)
- Las crueles (1969)
- La novia ensangrentada (1972)
- Clara es el precio (1974)
- Cambio de sexo (1977)
- La muchacha de las bragas de oro (1979)
- Asesinato en el Comité Central (1982)
- Fanny Pelopaja (1984)
- Tiempo de silencio (1986)
- El Lute: camina o revienta (1987)
- El Lute II: mañana seré libre (1988)
- Si te dicen que caí (1989)
- Amantes (1991), prevista inicialmente como un episodio de la serie televisiva La huella del crimen (2.ª temporada)
- El amante bilingüe (1992)
- Intruso (1993)
- La pasión turca (1994)
- Libertarias (1996)
- La mirada del otro (1998)
- Celos (1999)
- Juana la Loca (2001)
- Carmen (2003)
- Tirante el Blanco (2006)
- Canciones de amor en Lolita's Club (2007)
- Luna caliente (2009)

### Televisión
- El crimen del capitán Sánchez (1985), episodio de la serie televisiva La huella del crimen (1.ª temporada)
- Los jinetes del alba (1990)

## Premios
Premios Sant Jordi
| Año  | Categoría                           | Resultado |
| ---- | ----------------------------------- | --------- |
| 2010 | Premio a la trayectoria profesional | Ganador   |

Festival Internacional de Cine de Huesca
| Año  | Premio                  | Resultado |
| ---- | ----------------------- | --------- |
| 2002 | Premio Ciudad de Huesca | Ganador   |

- Goya a la Mejor dirección por Amantes (1992)